# Bill Heck
Bill Heck es un actor estadounidense de cine, teatro y televisión. Ha interpretado papeles en series de televisión como The Good Wife, The Leftovers, The Alienist, y el rol de Billy Knapp en el wéstern La balada de Buster Scruggs (2018) de los hermanos Coen. Además, interpreta a Rendell Locke en la serie original de Netflix Locke & Key.

## Vida y carrera
Heck nació en Phoenix (Arizona) y a los diez años de edad se mudó a Libertyville, en las afueras de Chicago, Illinois. Se graduó en la Universidad de Evansville en Indiana y asistió a la Universidad de Nueva York, donde se graduó con un grado en actuación. En 2011 se casó con Maggie Lacey, su compañera de actuación en Broadway.
Su primer papel como protagonista en Broadway fue en el musical Cabaret en 2014. También protagonizó obras en teatros off-Broadway como The Orphans’ Home Cycle, de Horton Foote, Angels in America, junto a Zoe Kazan, y Water by the Spoonful de Quiara Alegría Hudes.
En televisión ha participado como invitado en las series The Good Wife, The Leftovers, The Alienist y Locke & Key.
Heck interpretó a Billy Knapp en «The Gal Who Got Rattled», una de las seis historias ambientadas en el Viejo Oeste del wéstern La balada de Buster Scruggs, cinta dirigida por los hermanos Coen. Como preparación para el personaje, Heck leyó The Oregon Trail: A New American Journey, de Rinker Buck.